# Matías Kranevitter
Matías Kranevitter est un footballeur argentin né le 21 mai 1993 à San Miguel de Tucumán. Il évolue au poste de milieu défensif à River Plate.

## Biographie

### Carrière en club

#### River Plate
Né à San Miguel de Tucumán, Kranevitter fait ses débuts dans le football au Club Atlético San Martín. En 2007, il rejoint River Plate
,.
Le 2 décembre 2012, Kranevitter fait ses débuts professionnels pour River Plate, en entrant en jeu en seconde période lors de la victoire 1 à 0 de son équipe face à Lanús. Par la suite, il est définitivement intégré à l'équipe première par l'entraîneur Ramón Díaz.

#### Atlético Madrid
Le 28 août 2015, l'Atlético Madrid recrute le joueur pour un montant estimé à 8 millions d'euros, mais il ne rejoint le club madrilène qu'à partir de janvier 2016, car il termine l'année 2015 en prêt dans le club argentin .

### Carrière internationale

#### Équipe d'Argentine des moins de 20 ans
Avec l'équipe d'argentine des moins de 20 ans, il dispute le championnat d'Amérique du sud de football des moins de 20 ans 2013, jouant un total de 3 rencontres.

#### Équipe d'Argentine
Le 24 août 2015, il est convoqué en équipe nationale en remplacement de Lucas Biglia, en vue de disputer deux rencontres amicales face à la Bolivie et au Mexique. Le 4 septembre, face à la Bolivie, il honore sa première cape en sélection nationale.

## Statistiques
| Saison                | Club                     | Championnat           | Championnat | Championnat | Coupe(s) nationale(s) | Coupe(s) nationale(s) | Supercoupe | Supercoupe | Compétition(s) continentale(s) | Compétition(s) continentale(s) | Compétition(s) continentale(s) | Supercoupe continentale | Supercoupe continentale | Coupe du monde des clubs | Coupe du monde des clubs | Total | Total |
| Saison                | Club                     | Division              | M.          | B.          | M.                    | B.                    | M.         | B.         | Comp.                          | M.                             | B.                             | M.                      | B.                      | M.                       | B.                       | M.    | B.    |
| 2012-2013             | River Plate              | D1                    | 5           | 0           | -                     | -                     | -          | -          | -                              | -                              | -                              | -                       | -                       | -                        | -                        | 5     | 0     |
| 2013-2014             | River Plate              | D1                    | 29          | 0           | -                     | -                     | -          | -          | CS                             | 6                              | 0                              | -                       | -                       | -                        | -                        | 35    | 0     |
| 2014                  | River Plate              | D1                    | 6           | 0           | -                     | -                     | -          | -          | CS                             | 4                              | 0                              | -                       | -                       | -                        | -                        | 10    | 0     |
| 2015                  | River Plate              | D1                    | 17          | 0           | -                     | -                     | -          | -          | CS+CL                          | 6+13                           | 0                              | -                       | -                       | 2                        | 0                        | 38    | 0     |
| Sous-total            | Sous-total               | Sous-total            | 57          | 0           | -                     | -                     | -          | -          | -                              | 29                             | 0                              | 2                       | 0                       | 2                        | 0                        | 90    | 0     |
| 2015-2016             | Atlético Madrid          | D1                    | 8           | 0           | 2                     | 0                     | -          | -          | C1                             | 1                              | 0                              | -                       | -                       | -                        | -                        | 11    | 0     |
| Sous-total            | Sous-total               | Sous-total            | 8           | 0           | 2                     | 0                     | -          | -          | -                              | 1                              | 0                              | -                       | -                       | -                        | -                        | 11    | 0     |
| 2016-2017             | Séville FC (prêt)        | D1                    | 21          | 0           | 4                     | 0                     | 2          | 0          | C1                             | 4                              | 0                              | 1                       | 0                       | -                        | -                        | 32    | 0     |
| Sous-total            | Sous-total               | Sous-total            | 21          | 0           | 4                     | 0                     | 2          | 0          | -                              | 4                              | 0                              | 1                       | 0                       | -                        | -                        | 32    | 0     |
| 2017-2018             | Zenith Saint-Petersbourg | D1                    | 21          | 0           | -                     | -                     | -          | -          | C3                             | 12                             | 0                              | -                       | -                       | -                        | -                        | 33    | 0     |
| 2018-2019             | Zenith Saint-Petersbourg | D1                    | 6           | 0           | 2                     | 0                     | -          | -          | C3                             | 7                              | 0                              | -                       | -                       | -                        | -                        | 15    | 0     |
| 2019-2020             | Zenith Saint-Petersbourg | D1                    | 2           | 0           | 2                     | 0                     | -          | -          | -                              | -                              | -                              | -                       | -                       | -                        | -                        | 4     | 0     |
| Sous-total            | Sous-total               | Sous-total            | 29          | 0           | 4                     | 0                     | -          | -          | -                              | 19                             | 0                              | -                       | -                       | -                        | -                        | 52    | 0     |
| Total sur la carrière | Total sur la carrière    | Total sur la carrière | 115         | 0           | 8                     | 0                     | 2          | 0          | -                              | 58                             | 0                              | 3                       | 0                       | -                        | -                        | 186   | 0     |

## Palmarès
River Plate
- Champion d'Argentine en 2014 (Tournoi Final)
- Vainqueur de la Copa Sudamericana en 2014
- Vainqueur de la Recopa Sudamericana en 2015
- Vainqueur de la Copa Libertadores en 2015

 Zénith Saint-Pétersbourg
- Champion de Russie en 2019